# Georg Lowig
Georg Lowig (* 12. September 1888 in Nürnberg; † 13. Dezember 1967 in Altdorf bei Nürnberg) war ein deutscher Politiker der USPD und der SPD.

## Leben und Beruf
Lowig war bis 1933 als Verwaltungsobersekretär bei der AOK Nürnberg tätig. In der Zeit des Nationalsozialismus wurde er mehrfach im Konzentrationslager Dachau interniert. Während dieser Zeit baute er eine enge Beziehung zu August Meier auf, dessen Schwester er später heiratete.
Nach dem Krieg gründete Lowig die Bauhilfe, eine Wohnungsbaugenossenschaft. Eine von der Bauhilfe in Altdorf errichtete Wohnsiedlung wurde nach ihm benannt. Ferner beteiligt er sich am Wiederaufbau des Bayerischen Roten Kreuzes, dessen erster Kreisvorsitzender er eine Zeitlang war. Auch die Neugründung der örtlichen Arbeiterwohlfahrt geht auf ihn zurück.

## Politik
1918 wurde Lowig in den Provisorischen Nationalrat berufen. Im selben Jahr erfolgte seine Wahl in den Vorstand der USPD. 1922 ging er zur SPD über und übernahm dort den zweiten Vorsitz in Nürnberg, daneben betätigte er sich als Funktionär des Reichsbanners Schwarz-Rot-Gold und der Eisernen Front. Bis 1933 war er Vorsitzender der SPD Nürnberg-Stadt. In der Zeit von 1918 bis 1933 gehörte er dem Nürnberger Stadtrat an, zuletzt war er dort Fraktionsvorsitzender der SPD.
Nach dem Krieg wurde Lowig zunächst zum Bürgermeister von Kalchreuth und dann zum Landrat des Landkreises Nürnberg ernannt. In diesem Amt blieb er bis 1952, danach war er noch stellvertretender Landrat. Von 1956 bis 1960 gehörte er dem Altdorfer Stadtrat an. 1960 zog er sich aus gesundheitlichen Gründen aus der Politik zurück.
Am 28. September 1949 rückte Lowig für den in den Bundestag gewählten Wilhelm Fischer in den Bayerischen Landtag nach, dem er bis zum Ende der Wahlperiode rund ein Jahr später angehörte. In dieser Zeit war er in den Ausschüssen für kultur- und sozialpolitische Fragen tätig.